# C++17
C++17 è la quinta revisione dello standard ISO/IEC 14882 per il linguaggio di programmazione C++.

## Storia
Prima che la Commissione degli Standard C++ fissasse un ciclo di revisione triennale, la data di rilascio del C++17 era incerta. In questo periodo di tempo, il C++17 era anche chiamato C++1z, seguendo C++0x o C++1x per il C++11 e C++1y per C++14. Il nome C++17 raggiunse lo stato di DIS (Draft International Standard) nel marzo 2017. Fu approvato unanimemente, e lo standard finale fu pubblicato nel dicembre 2017. Vennero apportati pochi cambiamenti alla Standard Template Library del C++: a qualche algoritmo dell'header <algorithm> fu dato supporto alla parallelizzazione esplicita e furono implementate delle migliorie sintattiche.
Il C++17 è stato superato dalla revisione C++20, pubblicata nel dicembre 2020.